# Miguel Ángel de Amo
Miguel Ángel de Amo Fernández-Echevarría est un joueur espagnol de volley-ball et de beach-volley né le 16 septembre 1985 à Madrid (communauté de Madrid). Il mesure 1,85 m et joue passeur. Il est  international espagnol.

## Carrière

### Volley

#### Clubs
| Club                     | De      | À       |
| ------------------------ | ------- | ------- |
| PTV Málaga               |         |         |
| Numancia CMA Soria       | 2002    | 2006    |
| UMA Probisa Pizarra      | 2006    | 2009    |
| FC Barcelone             | 2009    | 2010    |
| Cajasol Séville          | 2010    | 2011    |
| Nea Salamina Famagouste  | 2011    | 2012    |
| CV Teruel                | 2012    | 2013    |
| Club Voleibol Andorra    | 09/2013 | 12/2013 |
| ŠK Chemes Humenné        | 01/2014 | 05/2014 |
| AZS Częstochowa          | 2014    | 2015    |
| Unicaja Almería          | 2015    | 2017    |
| Spacer's Toulouse Volley | 2017    |         |

#### Palmarès
- 2013
  -  :  Championnat d'Espagne
  -  : Coupe du Roi (1)
  -  : Supercoupe (1)
- 2014
  -  : Coupe de Catalogne
  -  : Coupe de Slovaquie (1)
  -  : Championnat de Slovaquie (1)
- 2015
  -  : Coupe d'Andalousie
  -  : Supercoupe
  -  : Coupe du Roi
  -  :  Championnat d'Espagne
- 2016
  -  :  Championnat d'Espagne
  -  : Supercoupe

#### Biographie
De Amo a commencé sa carrière à Madrid, dans le club historique du Salesiano de Atocha, où jouait son père. À 15 ans, il déménage à Malaga, où il commence à jouer  dans la salle du PTV Málaga avec lequel il a été champion d'Espagne junior en 2004. Avec le CD Numancia, le passeur a été Vice-champion de la Supercoupe et troisième du Championnat d'Espagne la saison 2008-2009. Du FC Barcelone la saison 2009-2010, il est parti en 2010 pour le Cajasol Séville. La même année, il a joué avec la sélection nationale Espagnole (19 sélections) au Championnat d'Europe, avec laquelle il a obtenu la seconde place. De Amo a aussi été capitaine de l'équipe d'Espagne Junior avec laquelle il a joué 15 fois.
De plus, il a été au Nea Salamina Famagouste à Chypre la saison 2011-2012. En 2012-2013, il a intégré l'équipe du CV Teruel où il a gagné la Coupe du Roi, la Supercoupe et le Championnat d'Espagne(SVM).
En septembre 2013, il a joué avec le CV Andorre avec lequel il a gagné la Coupe de Catalogne, et en janvier 2014, il a rejoint le ŠK Chemes Humenné en Slovaquie, où il a gagné la Coupe et la Ligue Slovaque.
En septembre 2014, il a commencé à jouer dans l'équipe Polonaise du AZS Częstochowa, puis depuis le 1er septembre 2015, il a rejoint l'équipe Espagnole du Unicaja Almería, 10 fois détentrice du titre de Champion du Championnat d'Espagne(SVM). Lors de leur premier match de la saison, ils sont devenus champions d'Andalousie, et lors de cette saison ils ont accompli le fameux "Triplet" en gagnant la Supercoupe, la Coupe du Roi et le  Championnat d'Espagne.

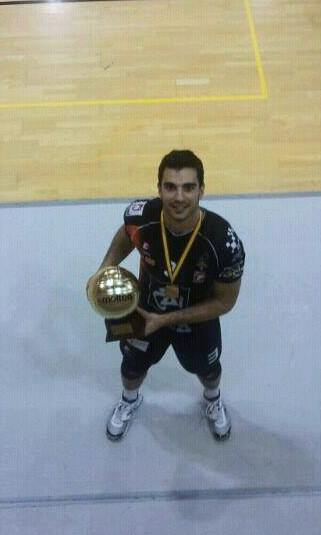
Miguel Angel de Amo lors de sa victoire avec le CV Teruel

En 2016 il fut sélectionné pour faire partie de l'Équipe d'Espagne pour jouer la Ligue mondiale. 

### BeachVolley

#### Partenaires
| Date | Partenaire        |                  |
| ---- | ----------------- | ---------------- |
| 2002 | Javier Alcaraz    |                  |
| 2003 | German Lopez      |                  |
| 2004 | Inocencio Lario   | Javier Alcaraz   |
| 2005 | Inocencio Lario   | Adrián Gavira    |
| 2006 | Inocencio Lario   | Valentin Sollet  |
| 2007 | Jose Manuel Ariza |                  |
| 2008 | Jose Manuel Ariza |                  |
| 2009 | Jose Manuel Ariza |                  |
| 2013 | Inocencio Lario   | Ignacio Batallán |
| 2014 | Ignacio Batallán  |                  |
| 2015 | Ignacio Batallán  |                  |

#### Palmarès
- 2002 :
  -  Championnat d'Europe U18
- 2003 :
  -  Championnat d'Europe U20
- 2004 :
  -  Championnat du Monde U21
- 2007 :
  -  Championnat d'Europe Universitaire
- 2008 :
  -  Championnat du Monde Universitaire
- 2009 :
  -  Jeux de la Méditerranée
  -  Championnat d'Espagne
  -  Championnat d'Europe Universitaire
- 2012 :
  -  Championnat d'Europe Universitaire
- 2013 :
  -  I Internationaux Ciudad de Valladolid
  -  I Internationaux Ciudad de Cambrils
  -  I Internationaux Villa de Laredo
  -  I internationaux Santanyi Cala d'Or
  -  Championnat d'Espagne
  -  Madison Beach Volley Tour
- 2014 :
  -  I Internationaux de Ibiza
  -  II Internationaux Villa de Laredo
  -  Championnat d'Espagne
  -  Madison Beach Volley Tour
- 2015 :
  -  I Internationaux Ciudad de Valencia.
  -  III Internacionales Villa de Laredo.
  -  Trust Kapital OPEN, Kuopio (Finlande).
  -  Championnat d'Espagne

#### Biographie
En 2002, De Amo a été Vice-champion d'Europe U18 à Illitchivsk (Ukraine) et cinquième à la Coupe Mondiale de la jeunesse de Xylókastro(Grèce), avec Javier Alcaraz. Au Championnat du Monde Junior de Saint-Quay-Portrieux (France), en 2003, avec Germán López, il est arrivé à la neuvième position et a été Vice-champion d'Europe U20 à Salzbourg (Autriche). L'année suivante, en 2004, il fut Champion du Monde U21 avec Inocencio Lario à Porto Santo (Portugal), et cinquième d'Europe U21 à Koper(Slovénie). En 2005 il a joué avec Lario à Zagreb (Croatie) son premier tournoi de la FIVB World Tour. La même année, il a fini 19e avec Adrián Gavira au Championnat du Monde Junior de Rio de Janeiro (Brésil), et fut quatrième d'Europe U21, avec Lario, à Mysłowice (Pologne).  En 2008, il joua pour la première fois avec José Manuel (Chema) Ariza à l'Open de Mallorca (Espagne) et fut Champion du Monde Universitaire à Hambourg (Allemagne). En 2009 de Amo / Ariza furent médaille d'argent aux Jeux de la Méditerranée à Pescara (Italie). En 2013 de Amo et Lario firent de nouveau équipe et jouèrent leur premier Grand Slam à Shanghai (Chine). En plus Lario / de Amo se sont classés pour la Coupe du Monde à Stare Jabłonki (Pologne).
Depuis l'été 2013 avec Ignacio Batallán, au sein de l'équipe Batallan-De Amo voleyplaya, avec lequel il a joué le Madison Beachvolley Tour, ils ont gagné le tournoi de Cambrils, ils furent finalistes dans tous les autres tournois et ont été Vice-champion d'Espagne à la Reserva de Higuerón (Fuengirola).
L'été 2014, il a gagné avec Ignacio Batallán les I Internacionales Ciudad de Ibiza, les II Internacionales Villa de Laredo et les I Internacionales de Tarragona. Ils ont aussi été Champions du Madison Beach Volley Tour et troisièmes d'Espagne à la Finale du Championnat d'Espagne à Fuengirola.
En juillet 2015, il a gagné les III Internacionales Villa de Laredo, épreuve du Madison Beach Volley Tour, avec son désormais partenaire : Ignacio Batallán. Ils ont gagné le Trust Kapital OPEN à Kuopio (Finlande), et finalement se sont imposés comme Vice-champions d'Espagne à la Reserva de Higuerón (Fuengirola)